# Nightslayer
Nightslayer, stilizzato NIGHT SLAYER, è un singolo dei rapper statunitensi Bexey e Lil Peep, pubblicato il 26 agosto 2017.

## Tracce
1. Nightslayer – 1:42 (testo: George Mejer, Gustav Åhr, – musica: Dyzphoria)

## Formazione

### Musicisti
- Lil Peep – voce, testi
- Bexey – voce, testi

### Produzione
- Dyzphoria – produzione